# Philip Marlowe

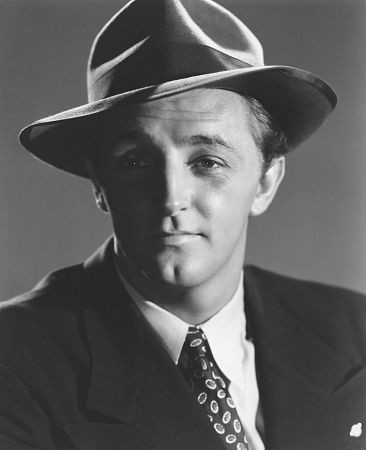
Robert Mitchum, jeden z odtwórców roli Philipa Marlowe’a

Philip Marlowe – postać literacka, prywatny detektyw z książek Raymonda Chandlera.

## Historia
Po raz pierwszy pojawił się na kartkach powieści Chandlera w 1939. Ostatnie dzieło pisarza, na którego stronach występuje Marlowe, ukazało się w 1959, już po śmierci Chandlera. Postać detektywa wykorzystywali też inni pisarze.
Postaciami poprzedzającymi pojawienie się Marlowe’a w twórczości Chandlera byli Mallory, Ted Carmady, Ted Malvern i John Dalmas.

## Charakterystyka postaci
Marlowe urodził się w Santa Rosa. Podczas trwania akcji powieści jego rodzice już nie żyją, a on sam jest jedynakiem. Jest przystojnym mężczyzną w wieku około 38 lat, który ma duże powodzenie u kobiet (ale jak żartobliwie mówi, zwykle pędzi żywot „tybetańskiego mnicha”), nieco cyniczne poczucie humoru i skłonność do nadużywania alkoholu.
Pracę w zawodzie prywatnego detektywa podjął, kiedy wyrzucono go z pracy w prokuraturze, za jak to ujął: „odgryzanie się”. Wcześniej pracował również jako policjant i do dziś ma znajomości w tych szeregach (jego przyjacielem jest Bernard Ohls z Wydziału Zabójstw, a także porucznik Carl Randall z Centralnego Biura Kryminalistyki). Zazwyczaj ubiera się w płaszcz z wysoko podniesionym kołnierzem i nieodłącznym kapeluszem. Jest wysoki i dobrze zbudowany (185 cm wzrostu i 86 kg wagi). Mieszka w Los Angeles, w dzielnicy Hollywood – Bristol Apartments, North Bristol Avenue 1634, Hollywood. Jego biuro mieści się około 2 mile od domu na 6. piętrze Cahuenga Building. W jego biurze nie ma sekretarki. Często nosi przy sobie broń – pistolet colt, kaliber 9 mm lub rewolwer S&W model 10 (popularna „trzydziestka ósemka”). Marlowe lubi palić papierosy Camel, a czasem pali również fajkę. Ponadto pije whiskey lub brandy w relatywnie dużych ilościach. Jest dobrym graczem w szachy, gdyż analizuje gry turniejowe, które zostały zanotowane i opublikowane. Jednak jego głównym przeciwnikiem jest on sam.
Praca nie przynosi mu stałego i dużego dochodu, mimo to wykonuje ją z poświęceniem. Marlowe często znajduje się w niebezpiecznych sytuacjach, nieraz grożących śmiercią, i naraża się wielu niebezpiecznym osobom. Czasami też trafia do więzienia jako podejrzany o współudział w przestępstwie (jak w powieści Długie pożegnanie, gdzie pomógł przyjacielowi Terry’emu Lennoxowi w wyjeździe do Meksyku). Nie przyjmuje spraw rozwodowych, choć w powieści Wysokie okno wdał się w taki wątek. Po wydarzeniach opisanych w książce Playback poślubił córkę multimilionera – Lindę Loring, z którą rozwiódł się w powieści Tajemnice Poodle Springs. Z przekonania jest agnostykiem.
Świat, w którym obraca się Marlowe, jest naszkicowany w ciemnych barwach – w powieściach Chandlera panuje wszechobecny upadek moralny, a przestępstwo jest niemal społeczną normą. Na tym tle samotny i zgorzkniały idealista Marlowe, choć sam niepozbawiony wad, urasta do rangi bohatera pozytywnego. Zwykle jest jedyną postacią starającą się zadośćuczynić sprawiedliwości, którą wobec panującej anomii zazwyczaj musi samodzielnie wyznaczać i wymierzać. Niejednokrotnie styka się ze skorumpowanymi policjantami, gangsterami czy wpływowymi osobami ze świata biznesu i polityki. Nic jednak nie jest w stanie odciągnąć go od wykonania powierzonego mu zadania.

## Powieści z Philipem Marlowe’em
- 1939 Głęboki sen (The Big Sleep, wyd. polskie 1975)
- 1940 Żegnaj, laleczko (Farewell, My Lovely, wyd. polskie 1969)
- 1942 Wysokie okno (The High Window, wyd. polskie Wacław Niepokólczycki 1974)
- 1943 Tajemnica jeziora lub Topielica (The Lady in the Lake, wyd. polskie 1958, Zbigniew T. Gieniewski 2000)
- 1949 Siostrzyczka (The Little Sister, wyd. polskie 1983)
- 1954 Długie pożegnanie (The Long Goodbye, wyd. polskie 1980)
- 1958 Playback (Playback, wyd. polskie 1986)
- 1959 Tajemnice Poodle Springs (Poodle Springs) – książka rozpoczęta przez Chandlera, a ukończona przez Roberta B. Parkera w 1989

Robert B. Parker, który dokończył Tajemnice Poodle Springs, napisał również autoryzowany sequel Głębokiego snu pt. Wielkie marzenie. Była to ostatnia oficjalna powieść, w której pojawia się Marlowe.

## Adaptacje filmowe
Postać Marlowe’a była wielokrotnie ekranizowana, a główną rolę odgrywali znani aktorzy m.in.:
- Wielki sen (The Big Sleep, 1946) z Humphreyem Bogartem
- Żegnaj, laleczko (Farewell, My Lovely, 1975) z Robertem Mitchumem
- Marlowe (1969) z Jamesem Garnerem
- Długie pożegnanie (The Long Goodbye, 1973) z Elliottem Gouldem
- Detektyw Marlowe (Marlowe, 2022) z Liamem Neesonem

Powieści z Philipem Marlowe kilkakrotnie były ekranizowane w polskim telewizyjnym Teatrze Sensacji (Kobra). W spektaklu Kłopoty to moja specjalność (1977) w reżyserii Marka Piwowskiego rolę Marlowe’a zagrał Jerzy Dobrowolski. W Długim pożegnaniu w reżyserii Stefana Szlachtycza w 1983 r. wystąpił w tej roli Witold Pyrkosz, w 1985 r. w Tajemnicy jeziora w reżyserii Mariusza Malinowskiego Marlowe`a zagrał Tadeusz Huk, a w zrealizowanym w 1989 roku Żegnaj, laleczko w reżyserii Laco Adamíka Piotr Fronczewski.